# جروم دی کلارنس
جروم دی کلارنس (انگلیسی: Jerome De Clarens؛ زادهٔ ۱۲ مهٔ ۱۹۸۹) بازیکن فوتبال اهل فرانسه است.